# Эпинуа
Эпинуа (фр. Épinoy) — коммуна во Франции, регион О-де-Франс, департамент Па-де-Кале, округ Аррас, кантон Бапом, в 30 км к востоку от Арраса, в 5 км от автомагистрали А2.
Население (2018) — 547 человек.

## История
С 1327 года замком в Эпинуа владел Меленский дом, который принадлежал к числу славнейших и знатнейших во Фландрии. Император Карл V наградил в 1545 году своего верного слугу, Гуго де Мелена, владельца замка Антуэн и города Рубе, наследственного коннетабля и первого пэра Фландрии, титулом князя (фюрста) Эпинуа. Объяснялось это его родством (двоюродный брат) с Анной Богемской, женой будущего императора Фердинанда.

За престижный княжеский титул Священной Римской империи случилась тяжба между потомками Гуго по мужской линии, которые служили французской короне, и подданным Габсбургов — принцем де Линем, который взял в жены его дочь Марию де Мелен, наследницу Рубе. О перипетиях этой борьбы повествует в своих записках герцог Сюлли. 

Герб первого принца Эпинуа

Испанское правительство за участие Меленов в Нидерландской революции конфисковало их владения во Фландрии и передало их принцу де Линю. Благодаря вмешательству Генриха IV владение Эпинуа осталось за Меленами, однако глава дома Линь не признал поражение, а его потомки по сей день продолжают именовать себя принцами д’Эпинуа. Во время испано-французских войн XVII века Эпинуа окончательно перешёл от испанцев к французам, а от Линей — к Меленам.
Род Меленов прекратился в 1724 году, когда во время охоты в Шантийи бесследно пропал зять принца Конде — молодой герцог Жуайез. Его сестра умерла за месяц до этого, и титул принца Эпинуа унаследовал её единственный сын от брака с герцогом Роган-Роган — Шарль де Роган-Субиз. Наследницей маршала Рогана была старшая дочь, вышедшая замуж за предпоследнего принца Конде. Со смертью его сына в 1830 г. титул принца Эпинуа в его французской ипостаси окончательно стал выморочным.

## Достопримечательности
- Церковь Святого Николая, восстановленная после Первой мировой войны
- Развалины старинного замка

## Администрация
Пост мэра Эпинуа с 2020 года занимает Корин Дельвак (Corinne Delevaque).

## Ссылки

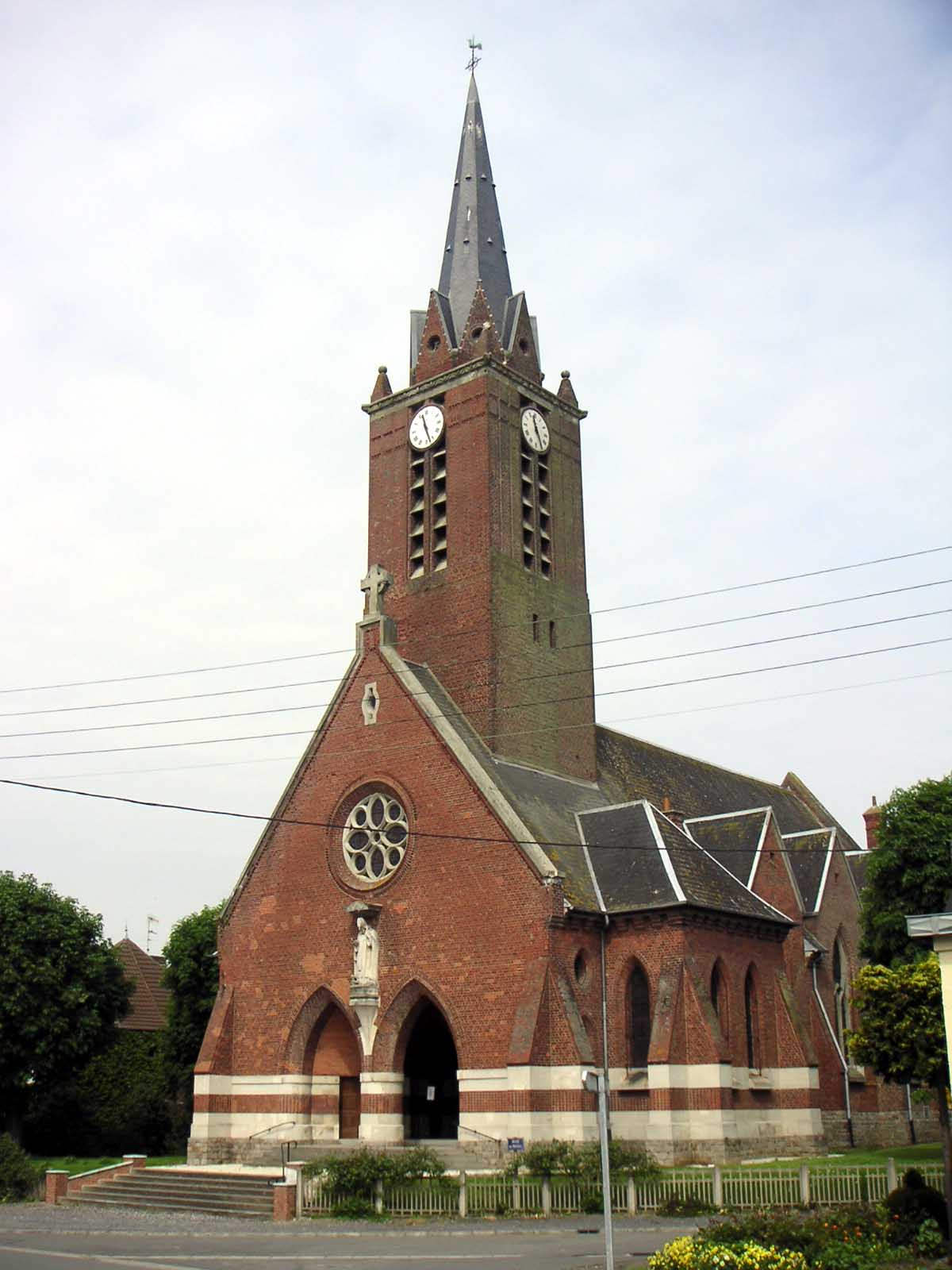
Церковь Святого Николая